# Rhynchobapta
Rhynchobapta là một chi bướm đêm thuộc họ Geometridae.